# Pintiats
Pintiats (Pin'-ti-ats), jedno od južnopajutskih plemena, šira šošonska skupina, što su oko 1873. živjeli u dolini Moapa u jugoistočnoj Nevadi. Populacija im je 1873. iznosila 47. prema izvjesnom Leighu, Pintiatsi su dali i ime gradiću Pinto u okrugu Washington u Utahu.